# Clochán

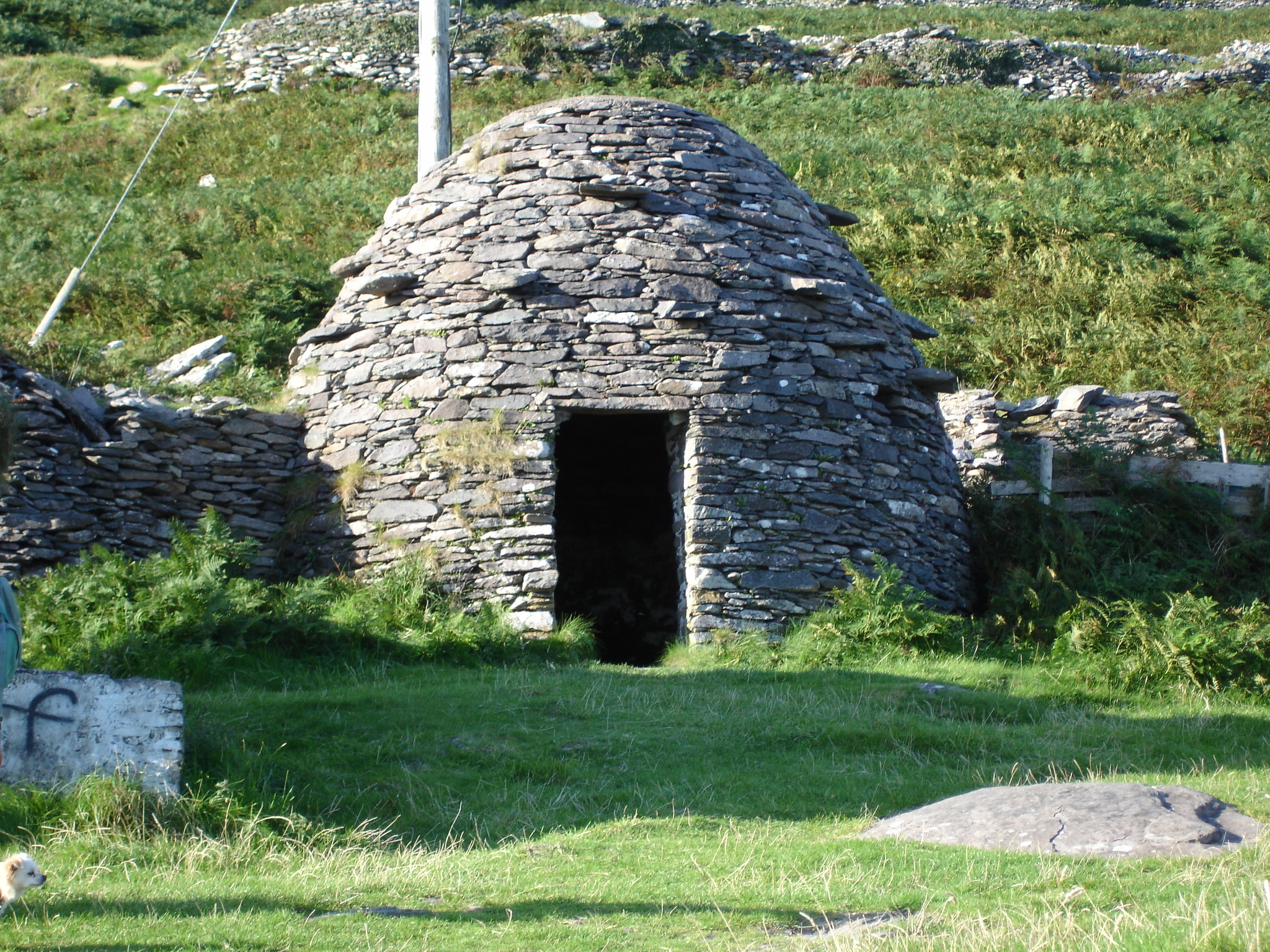
Clochán o choza colmena, en la península de Dingle, Kerry, Irlanda

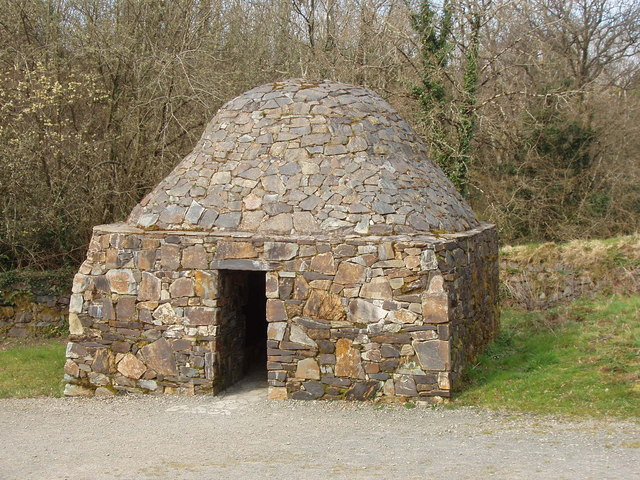
Reconstrucción de un clochán de forma cuadrada en el Parque del Patrimonio Nacional de Irlanda, Condado de Wexford

Un clochán es una construcción totalmente de piedra en seco rematada con un techo abombado característico (que le ha valido el sobrenombre de choza colmena), comúnmente asociada con la costa suroeste de Irlanda. Se desconoce la fecha exacta de construcción de la mayoría de estas estructuras. Pertenecen a una tradición celta establecida desde hace mucho tiempo, aunque en la actualidad no hay evidencia directa de que los ejemplos conservados sean anteriores al año 700 d. C.". Algunas de estas construcciones, asociadas con lugares religiosos, pueden ser prerrománicas, considerando que la mayoría de las estructuras completamente intactas hasta la fecha son posteriores al siglo XII o más adelante. Servían para dar vivienda a los monjes.
Por lo general, son redondas, pero también se conocen algunas de planta rectangular, que posiblemente daten de una época posterior. Algunos clochán no están completamente construidos con piedra y pueden haber tenido un techo de paja. Las paredes son muy gruesas, hasta 1,5 metros (1,6 yd). A veces, varios clochán están unidos por sus paredes.

## Ubicaciones
Los clochán se encuentran principalmente en el suroeste de Irlanda, como por ejemplo en Skellig Michael, Church Island frente a la isla de Beginish, Glanfahan, Fahan y Reask en la península de Dingle (Condado de Kerry). Muchos están ligados a contextos religiosos, como el utilizado por los monjes que siguieron a San Patricio; además, sus sucesores continuaron con la tradición arquitectónica en la isla escocesa de Iona y, finalmente, a través de Aidan, hasta las islas inglesas orientales de Farne y Holy Island. Existen otros ejemplos en forma de estructuras defensivas circulares denominadas ringforts (como Leacanabuaile, en el condado de Kerry) que se interpretan comúnmente como viviendas seculares. Pueden ser el origen de las iglesias elaboradas con paredes de piedras en seco como el Oratorio de Gallarus. El clochán aparece descrito en la ley Críth Gablach de los siglos VII al VIII.

## En la cultura popular
- Partes de la película de 2017 Star Wars: El Último Jedi, fueron filmadas usando las chozas colmena de la isla de Skellig Michael.[4] Debido a las restricciones con respecto a la filmación en la isla, en 2016 también se construyó un conjunto de réplicas de chozas colmena en Ceann Sibéal, cerca de Ballyferriter, en la península de Dingle.[5][6]

- Las cabañas también aparecen en el videojuego de 2020 Assassin's Creed: Valhalla y su próxima expansión ambientada en la Irlanda Gaélica, "Wrath of the Druids" (La ira de los Druidas).

## Lecturas relacionadas
- Olsen, B. (2003) Sacred Places North America, Santa Cruz, California: CCC Publishing
- Edwards, Nancy (1990) The Archaeology of Early Medieval Ireland, London: Batsford
- Aalen, F. H. A. (1964) Clochans as Transhumance Dwellings in the Dingle Peninsula, Co. Kerry
- Henry, Françoise (1948) Early Irish Monasteries, Boat-Shaped Oratories and Beehive Huts
- Henry, Françoise (1956/1957) Early Monasteries, Beehive Huts, and Dry-Stone Houses in the Neighbourhood of Caherciveen and Waterville (Co. Kerry)
- Harbison, Peter (1970), "How old is Gallarus oratory? A reappraisal of its role in early Irish architecture", Medieval Archeology, Vol. XIV, pp. 34–59